# Voldemar Panso
Voldemar Panso (* 30. November 1920 in Tomsk; † 27. Dezember 1977 in Tallinn) war ein estnischer Schauspieler, Drehbuchautor und Pädagoge.

## Leben
Panso wurde an der Staatlichen Kunstgewerbeschule Reval (estnisch: Tallinn) und am Staatlichen Institut für Theaterkunst Anatoli Wassiljewitsch Lunatscharski in Moskau ausgebildet. Er gründete ein staatliches Jugendtheater, für das er auch als Regisseur tätig war. Er arbeitete als Regisseur am Staatlichen Akademischen Theater in Tallinn und war Leiter des Lehrstuhls für Bühnenkunst des Staatlichen Konservatoriums.

## Ehrungen

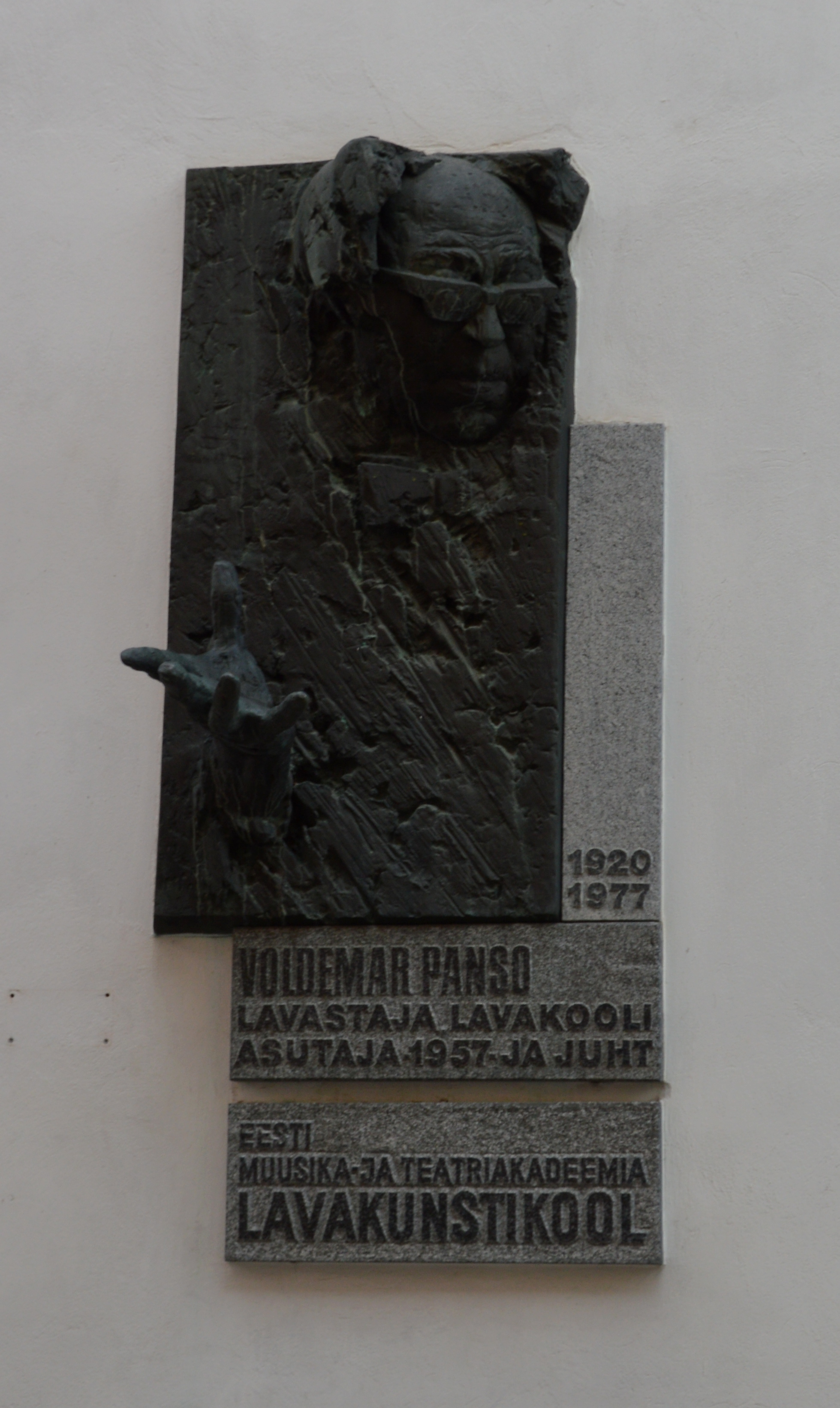
Gedenktafel für Voldemar Panso

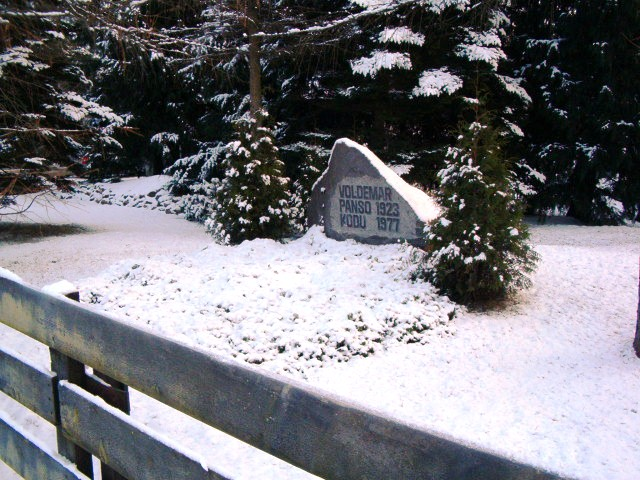
Gedenkstein in Steinberg

Im Jahr 1977 wurde er als Volkskünstler der UdSSR ausgezeichnet. An der estnischen Schauspielschule in der Dom-Schulstraße (Toom-Kooli) 4 in Tallinn ist eine an ihn erinnernde Gedenktafel befestigt. Vor seinem ehemaligen Wohnhaus im Stadtteil Kivimäe (Steinberg) steht ein Gedenkstein.
Er wurde auf dem Waldfriedhof beigesetzt. Sein Grabmal steht unter Denkmalschutz.

## Filmografie
Als Darsteller
- 1947: Elu tsitadellis (deutsch: Abseits vom Leben, 1948)
- 1957: Juunikuu päevad
- 1959: Kutsumata külalised (deutsch: Ungebetene Gäste, 1959)
- 1959: Vallatud kurvid (deutsch: Waghalsige Kurven, 1959)
- 1960: Näitleja Joller (Fernsehfilm)
- 1969: Hullumeelsus
- 1970: Posol Sovetskogo Soyuza (deutsch: Botschafter der Sowjetunion, 1970)
- 1970: Kolme katku vahel (Fernsehfilm)
- 1971: Risk
- 1971: Komitet 19-ti
- 1976: Indrek

Als Drehbuchautor
- 1960: Näitleja Joller (Fernsehfilm)
- 1965: Mäeküla piimamees
- 1969: Kevade

Als Moderator
- ab 1966: Naapurivisa (Spielshow, 10 Folgen)